# 1572 no Brasil
Esta é uma cronologia dos acontecimentos do ano de 1572 no Brasil.

## Eventos
Foi criado a unidade administrativa do Governo do Norte, no então Brasil Colônia (atual Brasil), com capital em Salvador, durante o reinado de D. Manuel (União Ibérica/Dinastia Filipina).

## Mortes
- 2 de março: Mem de Sá, governador-geral do Brasil (n. 1500).[2]